# مايك ويلهلم
مايك ويلهلم (بالإنجليزية: Mike Wilhelm)‏ هو كاتب أغاني وموسيقي أمريكي، ولد في 1942 في لوس أنجلوس في الولايات المتحدة.